# دانيال وايت
دانيال وايت (22 أبريل 1991 في المملكة المتحدة - ) (بالإنجليزية: Danielle Wyatt)‏ هي لاعبة كريكت بريطانية. شاركت مع منتخب إنجلترا للكريكت.

## وصلات خارجية
- دانيال وايت على موقع إي آس بي آن كريك إنفو (الإنجليزية)